# Monts Sibil·lins
Els Monts Sibil·lins, en idioma italià: Monti Sibillini són el quart massís de muntanyes per altitud dels Apenins continentals després del Gran Sasso, Maiella i Velino-Sirente i es troben als Appennino umbro-marchigiano a cavall entre Marche i Umbria. Disposen del Parc Nacional dels Monts Sibil·lins (Parco Nazionale dei Monti Sibillini).
Tenen una llargada de prop de 40 km i estan constituïts fonamentalment per roques calcàries. Els seus cims superen els 2.000 m d'altitud. El majors del grup és monte Vettore (2.476 m el Pizzo della Regina o monte Priora, el monte Bove i el monte Sibilla.
Hi neixen els rius Aso, Tenna, Ambro i Nera.

## Morfologia

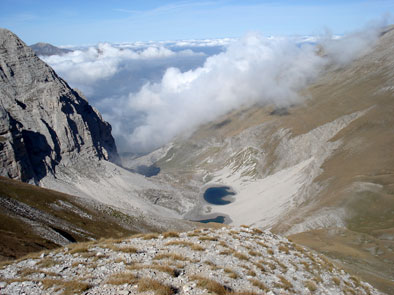
Llac di Pilato

La morfologia d'aquesta zona és fruit de l'acció glacial del Quaternari que es reconeix per les valls en forma d' "U" i en els circs glacials.
També els fenòmens càrstics contribueixen a definir la morfologia del grup.

## Galeria

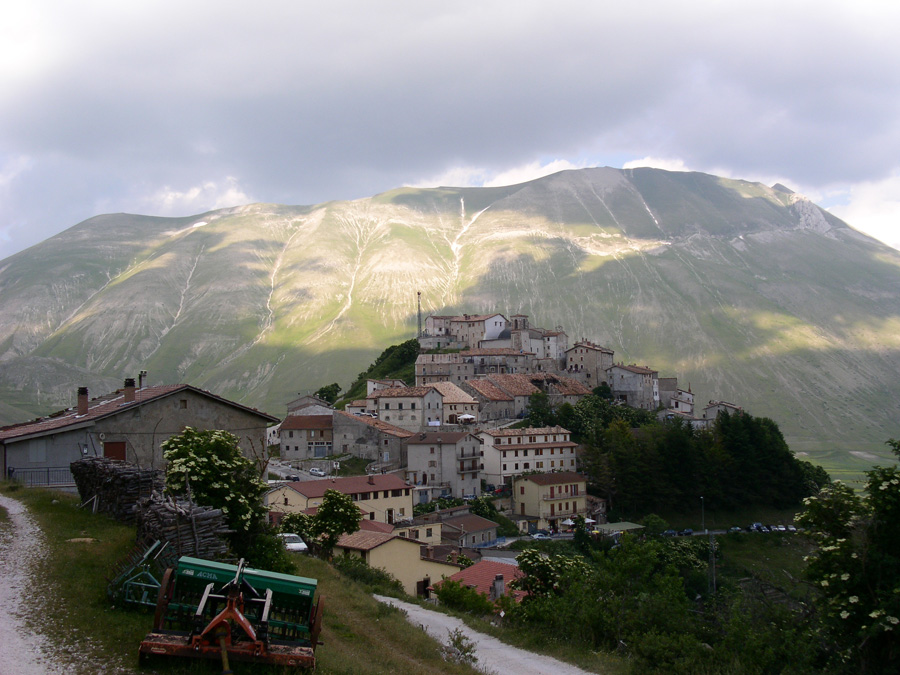
el Monte Vettore de Castelluccio di Norcia.
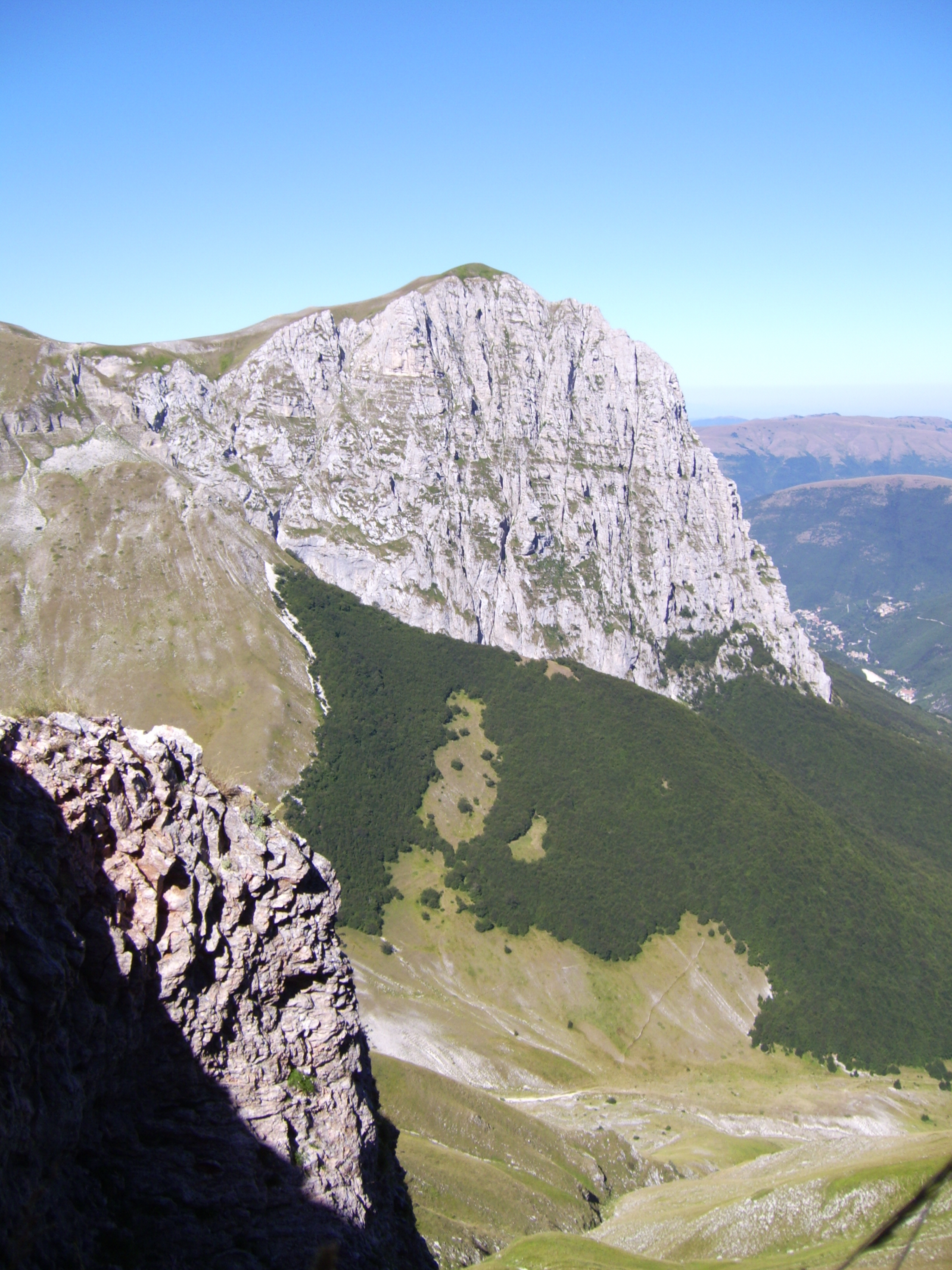
el Monte Bove.
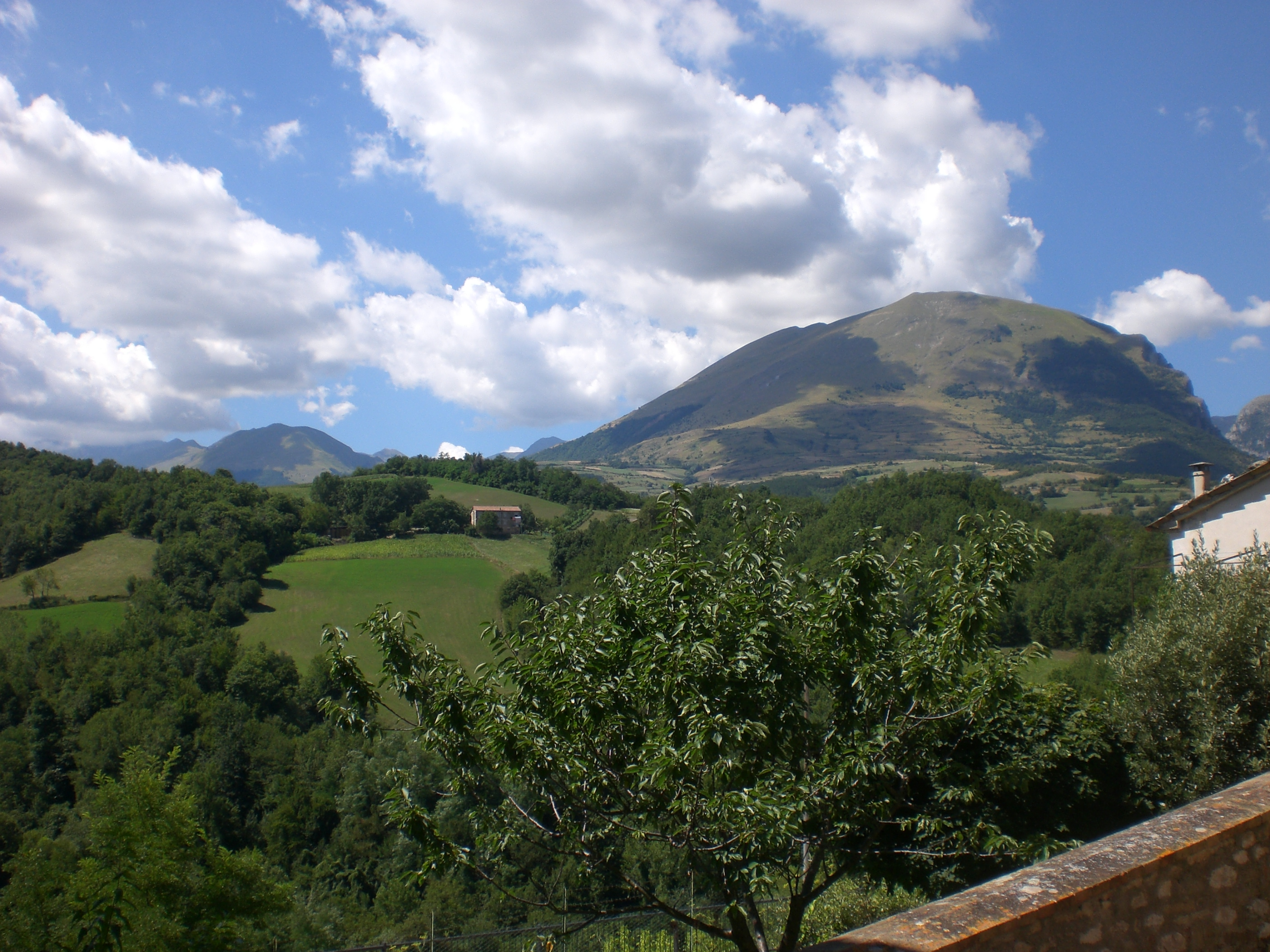
el Monte Sibilla de Montefortino.
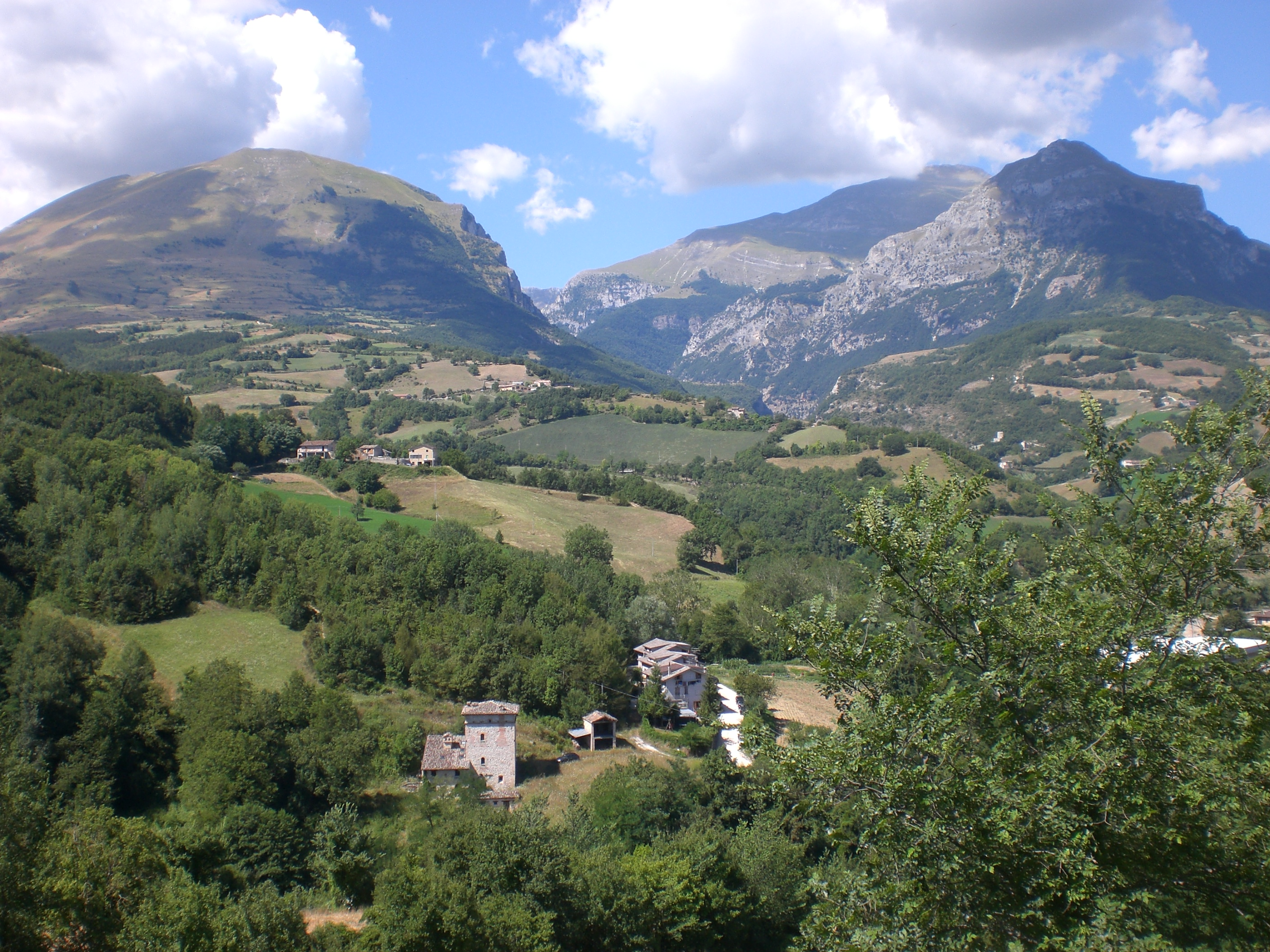
Els monts sibil·lins i Pizzo Regina de Montefortino.
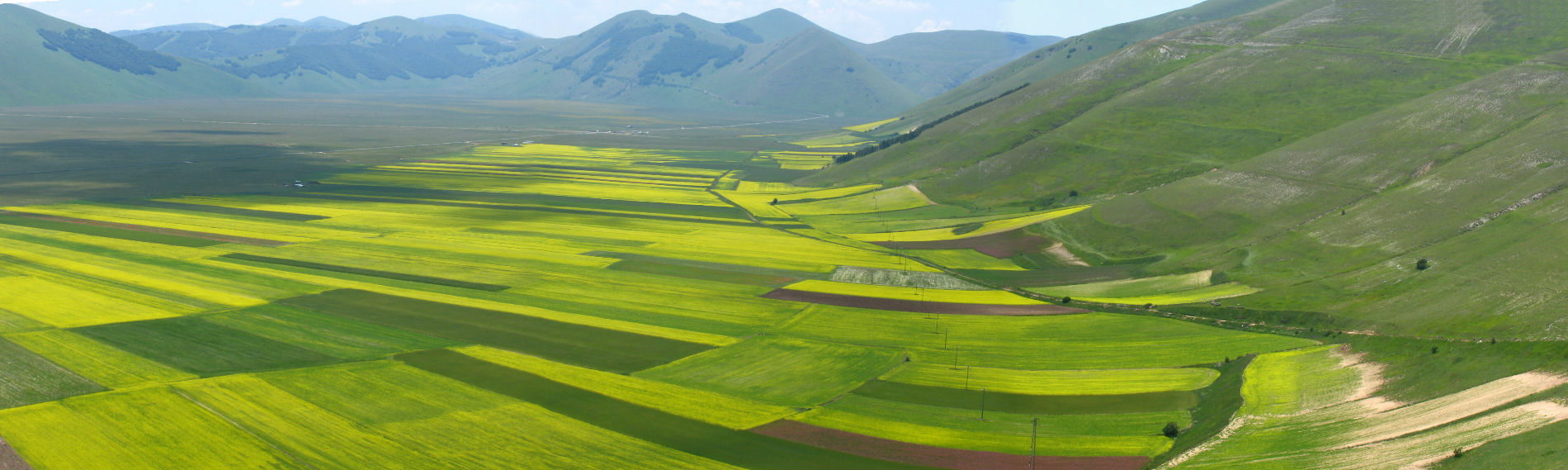
el Piani di Castelluccio florit.